# Anja Stapor
Anja Stapor (* 7. April 1991 in Gunzenhausen) ist eine deutsche Autorin, die auch unter ihrem Geburtsnamen Anja Mäderer veröffentlicht.

## Leben und Wirken
Mäderer wuchs im mittelfränkischen Unterwurmbach, einem Ortsteil von Gunzenhausen, auf und begann im Alter von 15 Jahren Kurzgeschichten zu verfassen. Drei dieser Kurzgeschichten erschienen 2009 in der Anthologie Nachtgespinst, die von Jean C. M. Kristensen und Melissa C. Hill herausgegeben wurde. 2015 veröffentlichte sie mit Mainleid den ersten Teil ihrer in ihrem damaligen Wohnort Würzburg spielenden Krimireihe rund um die Kommissarin Nadja Gontscharowa, die im Jahre 2016 mit dem zweiten Teil namens Mainschatten fortgesetzt wurde.
Stapor absolvierte ein Lehramtsstudium an der Julius-Maximilians-Universität Würzburg und arbeitete nach dem Abschluss an einer Schule für unbegleitete minderjährige Flüchtlinge.

## Auszeichnungen
Mit ihren Kurzgeschichten gewann Anja Stapor im Jahre 2012 den Literaturpreis Holzhäuser Heckethaler sowie 2015 den im Rahmen des LiteraPur-Festivals veranstalteten Kurzgeschichtenwettbewerbs der Katholischen Universität Eichstätt-Ingolstadt.
Für Lupus noctis war sie 2023 für den Friedrich-Glauser-Preis in der Kategorie „Jugendkrimi“ nominiert.

## Werke
- Mainleid. Emons, Köln, 2015, ISBN 978-3-95451-656-8 (als Anja Mäderer)
- Mainschatten. Emons, Köln, 2016, ISBN 978-3-95451-977-4 (als Anja Mäderer)
- Einer flog über die Vogelsburg. Emons, Köln, 2019, ISBN 978-3-7408-0658-3 (als Anja Mäderer)
- mit Melissa C. Hill: Lupus Noctis. Dressler, Hamburg 2022, ISBN 978-3-7513-0085-8
- mit Melissa C. Hill: Tristan Mortalis. Dressler, Hamburg 2023, ISBN 978-3-7513-0103-9
- Maintod. Emons, Köln 2023, ISBN 978-3-7408-1748-0 (als Anja Mäderer)
- Mainsturm. Emons, Köln 2025, ISBN 978-3-7408-1749-7 (als Anja Mäderer)